# Ampelisca macrocephala
Ampelisca macrocephala är en kräftdjursart som beskrevs av Wilhelm Lilljeborg 1852. Ampelisca macrocephala ingår i släktet Ampelisca och familjen Ampeliscidae. Arten är reproducerande i Sverige. Inga underarter finns listade i Catalogue of Life.